# گلداستون (میزوری)
گلداستون (به انگلیسی: Gladstone) شهری در شهرستان کلی ایالت میزوری است که جمعیت آن در سرشماری سال ۲۰۱۰ میلادی ۲۵٫۴۱ نفر بوده است.